# Visitação a sete Igrejas
A Visitação a sete Igrejas é uma prática devocional católica, que tem lugar na Quinta-feira Santa. Após a Missa da Ceia do Senhor e do desnudamento do altar, as hóstias consagradas durante aquela celebração são transferidas ao altar da reposição e postas à adoração pelos fiéis. Durante a visitação a sete igrejas, o devoto se dirige a igrejas distintas para rezar diante do Santíssimo Sacramento exposto em cada uma delas